# Ded na si Lolo
Ded na si Lolo é um filme de drama filipino de 2009 dirigido e escrito por Soxy Topacio. Foi selecionado como representante das Filipinas à edição do Oscar 2010, organizada pela Academia de Artes e Ciências Cinematográficas.

## Elenco
- BJ Forbes - Bobet
- Manilyn Reynes - Charing
- Gina Alajar - Mameng
- Elizabeth Oropesa - Dolores
- Dick Israel - Isidro
- Roderick Paulate - Joonee
- Perla Bautista
- Noel Cabangon
- Perry Escano
- Nor Domingo
- Froilan Sales
- Mosang
- Dave Cervantes